# Riccardo Pizzuti
Riccardo Pizzuti (* 28. April 1934 in Cetraro) ist ein italienischer Schauspieler und Stuntman.

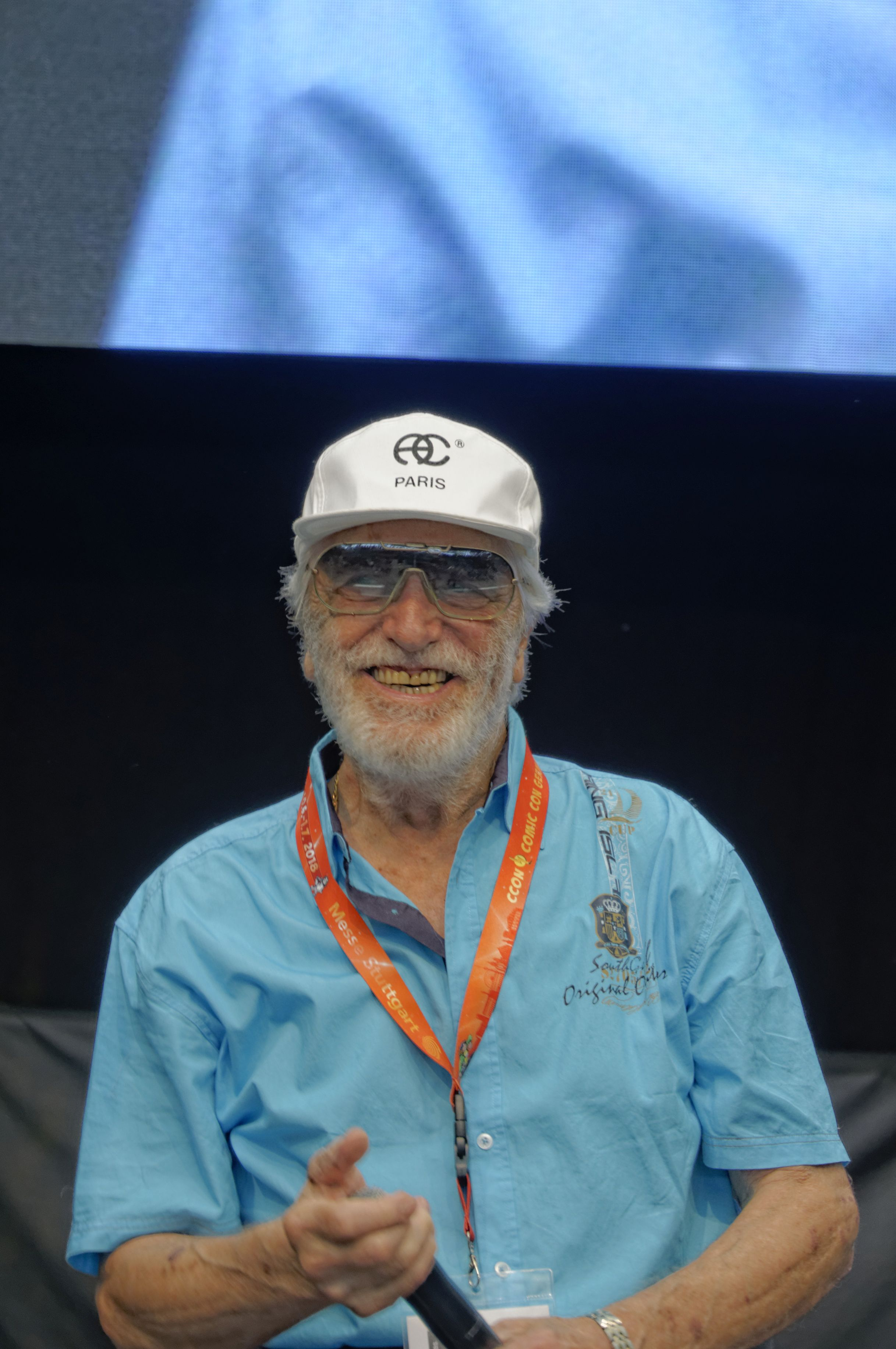
Riccardo Pizzuti auf der Comic Con Stuttgart 2018

## Leben
Pizzuti spielte ab 1961 in zahlreichen italienischen Genrefilmen meist ungenannt kleinste und kleinere Rollen, wobei ihm seine Ausbildung als Stuntman zugutekam. Der grauhaarige, schnauzbärtige Darsteller erlangte einen gewissen Bekanntheitsgrad, als er in den 1970er und 1980er Jahren Nebenrollen in Filmen mit dem Duo Bud Spencer und Terence Hill übernahm. Er spielte in diesen „Prügelkomödien“ fast immer den Handlanger und Schläger des Bösewichts, der Spencer und Hill zunächst provoziert und dann von deren Hieben besonders häufig und heftig getroffen wird. Durch seine Auftritte erlangte Pizzuti bei den Spencer-Hill-Fans Kultstatus. Insgesamt trat er in fast 90 Filmen auf. Pseudonyme Pizzutis sind Rick Piper und Richard Stark.
Heute lebt Pizzuti in der Nähe von Toulouse.

## Filme (Auswahl)
- 1965: Die Abenteurer von Tortuga (L'avventuriero della Tortuga)
- 1965: Für Dollars ins Jenseits (Deguejo)
- 1965: Die letzten Tage des sündigen Rom (L'incendio di Roma)
- 1966: Django – Nur der Colt war sein Freund (Django spara per primo)
- 1966: Tampeko – Ein Dollar hat zwei Seiten (Per pochi dollari ancora)
- 1967: Desperado – Der geheimnisvolle Rächer (Il magnifico texano)
- 1967: Eine Kugel für Mac Gregor (7 donne per i Mac Gregor)
- 1967: Leg ihn um, Django (Vado… l‘ammazzo e torno)
- 1967: Wanted (Wanted)
- 1968: Il pistolero segnato da Dio
- 1968: Vier für ein Ave Maria (I quattro dell'Ave Maria)
- 1968: El Zorro (El Zorro)
- 1969: Django – Gott vergib seinem Colt (Dio perdoni la mia pistola)
- 1969: Blutiges Blei (Il prezzo del potere)
- 1969: Königstiger vor El Alamein (La battaglia di El Alamein)
- 1970: Die rechte und die linke Hand des Teufels (Lo chiamavano Trinità)
- 1970: Spiel dein Spiel und töte, Joe (Un uomo chiamato Apocalisse Joe)
- 1971: Ein Fressen für Django (W Django!)
- 1971: Halleluja… Amigo (Si può fare… amigo)
- 1971: Lady Frankenstein (La figlia di Frankenstein)
- 1971: Zeig mir das Spielzeug des Todes (Il giorno di giudizio)
- 1972: Verflucht, verdammt und Halleluja (E poi lo chiamarono Il Magnifico)
- 1972: Vier Fäuste für ein Halleluja (…continuavano a chiamarlo Trinità)
- 1972: Zwei Himmelhunde auf dem Weg zur Hölle (Più forte, ragazzi!)
- 1973: Auch die Engel essen Bohnen (Anche gli angeli mangiano fagioli)
- 1973: Frauen, die man Töterinnen nannte (Le amazzoni - donne d'amore e di guerra)
- 1974: Auch die Engel mögen’s heiß (Anche gli angeli tirano di destro)
- 1974: Supermänner gegen Amazonen (Superuomini, superdonne, superbotte)
- 1974: Zwei Missionare (Porgi l'altra guancia)
- 1975: Plattfuß in Hong Kong (Piedone a Hong Kong)
- 1975: Hector, der Ritter ohne Furcht und Tadel (Il soldato di ventura)
- 1975: Wolfsblut greift ein (Zanna Bianca alla riscossa)
- 1976: Keoma – Das Lied des Todes
- 1977: Zwei außer Rand und Band (I due superpiedi quasi piatti)
- 1978: Sie nannten ihn Mücke (Lo chiamavano Bulldozer)
- 1978: Zwei sind nicht zu bremsen (Pari e dispari)
- 1979: Der Große mit seinem außerirdischen Kleinen (Uno Sceriffo extraterrestre… poco extra e molto terrestre)
- 1980: Buddy haut den Lukas (Chissà perché… capitano tutte a me)
- 1980: Plattfuß am Nil (Piedone d'Egitto)
- 1980: Der Supercop
- 1981: Eine Faust geht nach Westen (Occhio alla penna)
- 1981: Nah-Kampf-Truppe (Ciao nemico)
- 1981: Zwei Asse trumpfen auf (Chi trova un amico, trova un tesoro)
- 1982: Der Graf, der alles kann (Il conte Tacchia)
- 1983: Rush
- 1983: Zwei bärenstarke Typen (Go for it)
- 1985: Tex und das Geheimnis der Todesgrotten (Tex e il Signore degli abissi)
- 1991: Wenn man vom Teufel spricht (Un piede in paradiso)
- 1995: Trinity und Babyface (Trinità & Bambino… e adesso tocca di noi)
- 1995: Casino
- 2017: Sie nannten ihn Spencer (Dokumentarfilm)